# Euphranta zeylanica
Euphranta zeylanica är en tvåvingeart som först beskrevs av Senior-white 1921.  Euphranta zeylanica ingår i släktet Euphranta och familjen borrflugor.
Artens utbredningsområde är Sri Lanka. Inga underarter finns listade i Catalogue of Life.